# トレヴァー・ベイン
トレヴァー・ベイン（Trevor Bayne、1991年2月19日 - ）は、アメリカのプロストックカーレーシングドライバーでありビジネスマン。モンスターエナジーナスカーカップシリーズのパート、アルバイトドライバー。 彼は現在、 NASCARガンダーRV＆アウトドアトラックシリーズをパートタイムで競い、 Niece MotorsportsのNo. 40、シボレーシルバラードを運転している。 
2011年、20歳の誕生日の日に彼はNASCAR をウッドブラザーズレーシングの21号車に乗り、デイトナ500の最年少勝利記録を残す。2番目のレースでだけ出場し187回のカップシリーズの中で彼の唯一の勝利であった。  
ラウシュ・フェンウェイ・レーシングの6号車に乗っていたが、2019年からカップシリーズには参戦していない。パート・ドライバーだが、カップシリーズにフル参戦していた。（2018年シーズン途中からマット・ケンゼスと交代でスポット参戦）
2018年にラウシュのシートを失った後はテネシー州ノックスビルにオープンしたMahalo Coffee Roastersを運営している。 

### Xfinityシリーズ

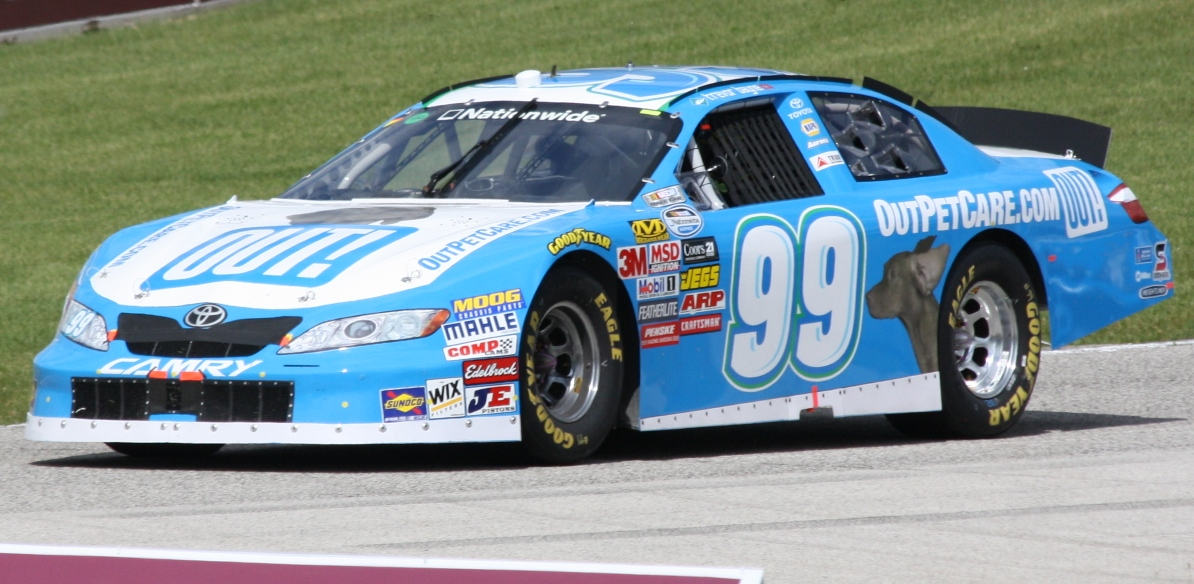
2010 Xfinity車

#### 2010–2014：Roush Fenway Racing

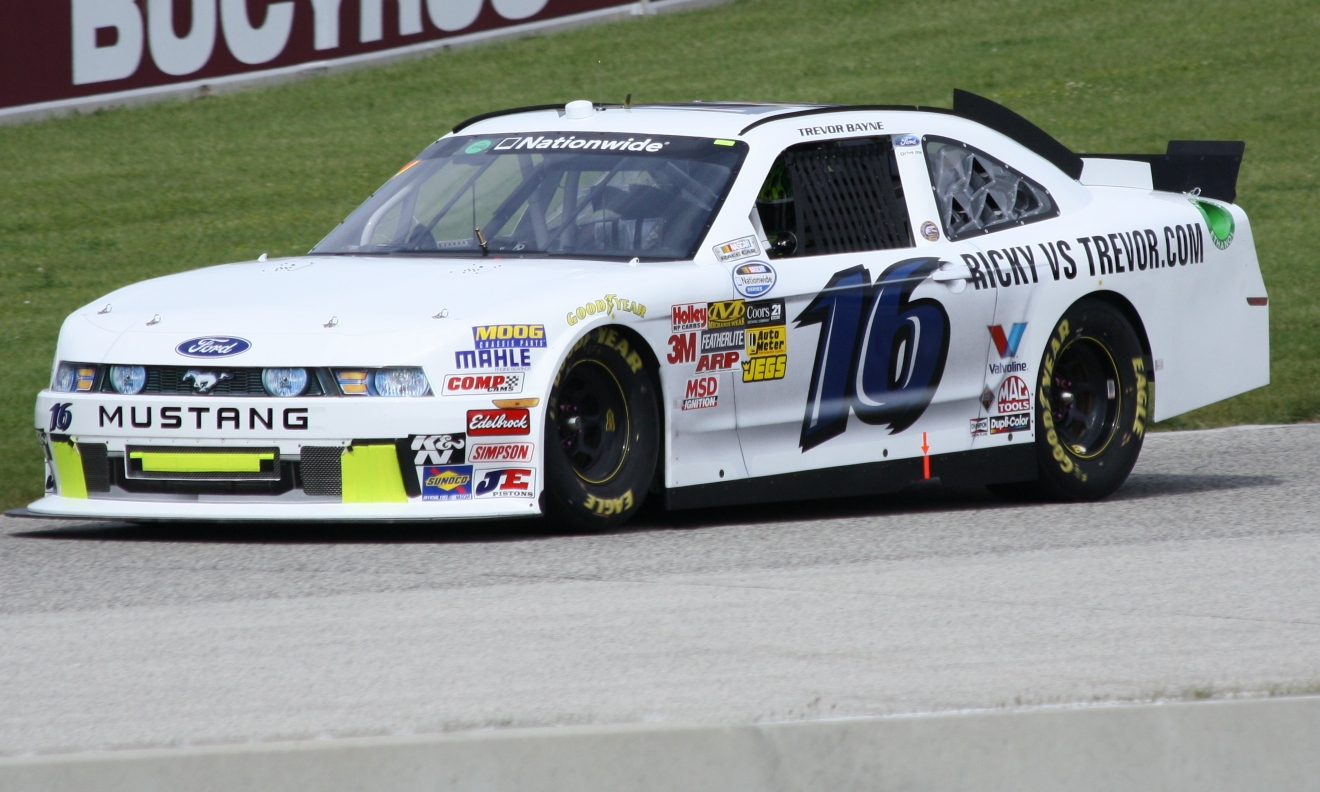
2011年のRoush Fenwayのレース

#### 2010–2014：Wood Brothers Racing

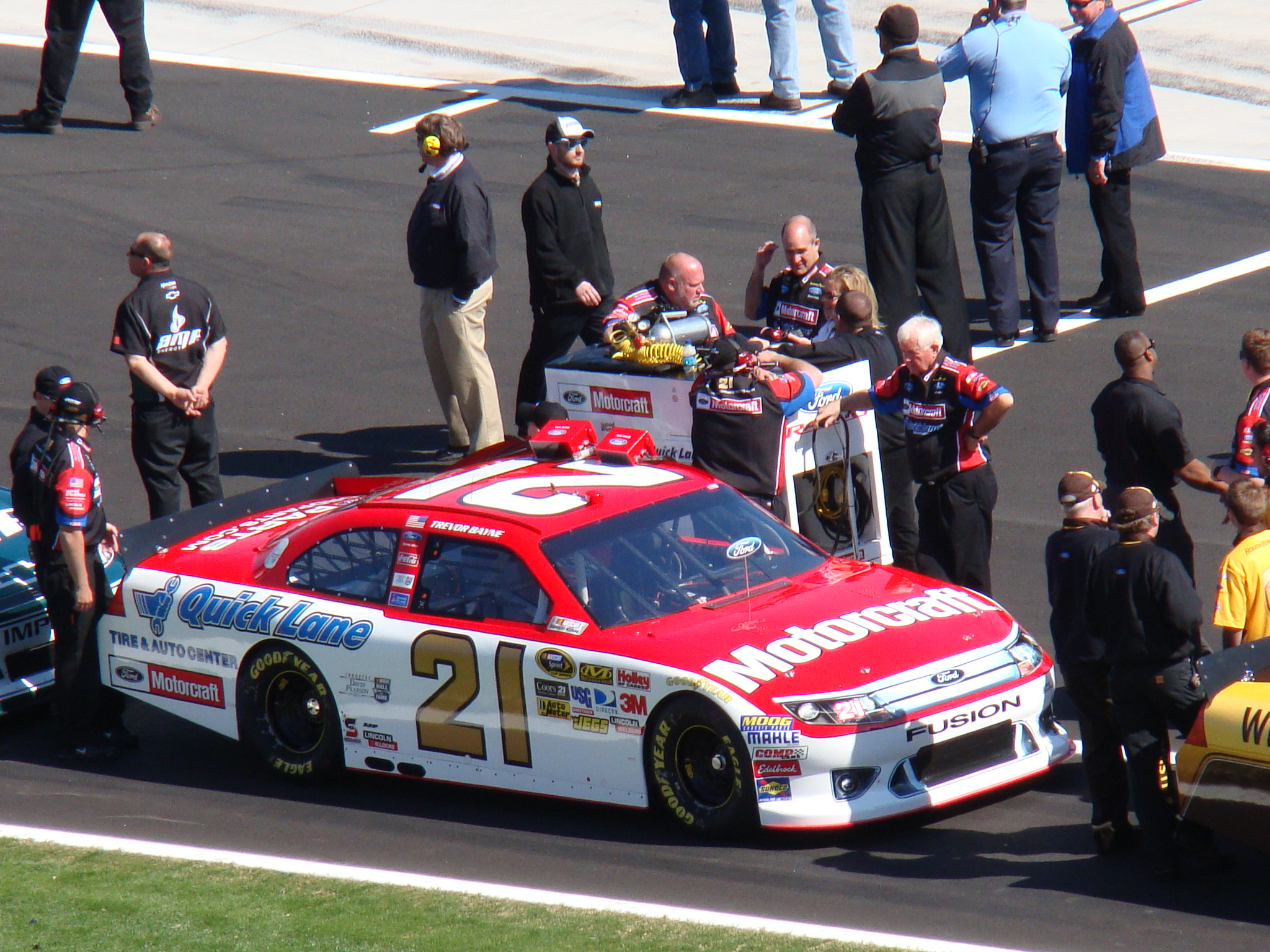
ベインの2011デイトナ500優勝車

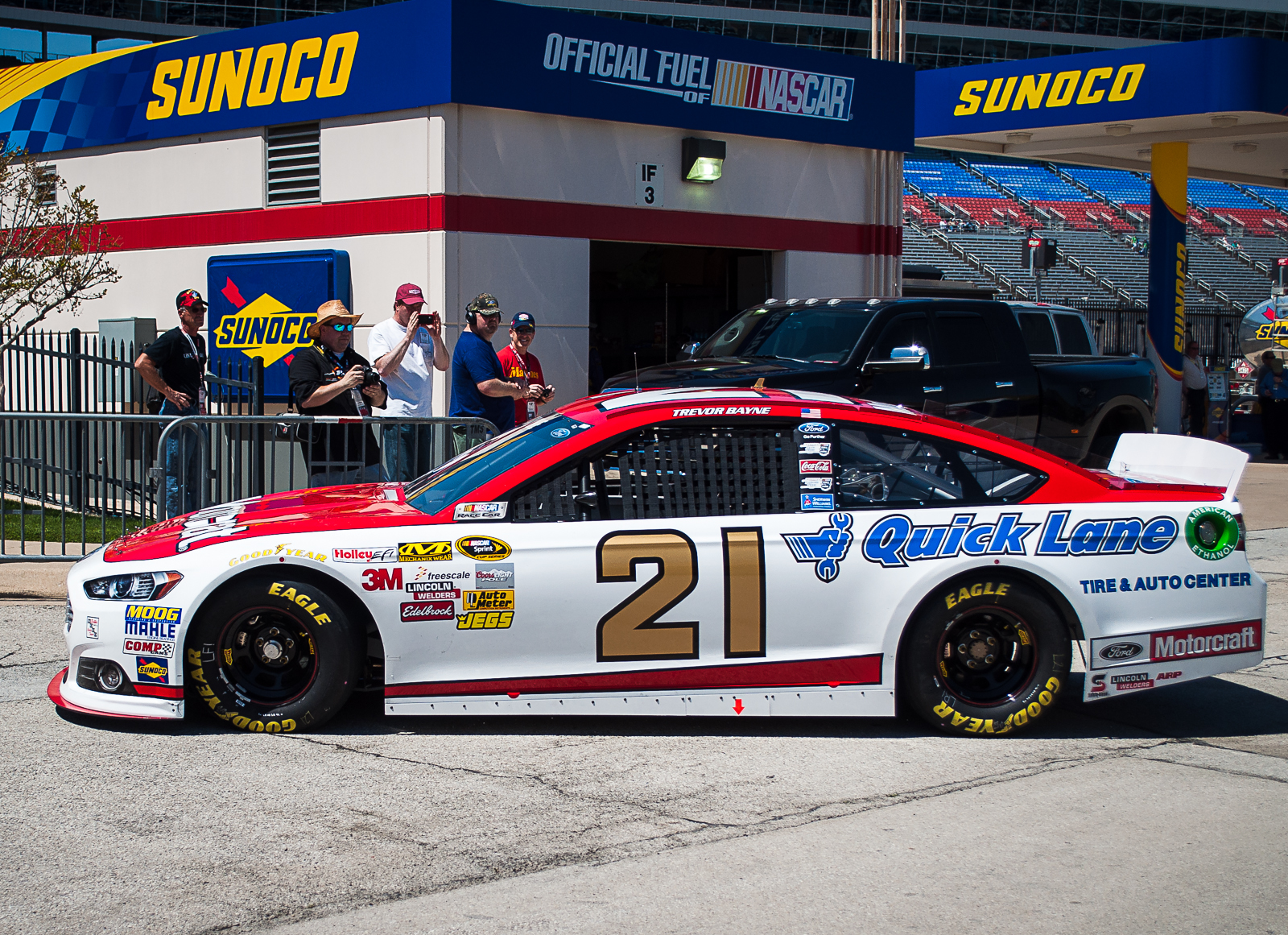
テキサスモータースピードウェイでのベインの2013カップ車